# Sistemas econômicos comparados
Sistemas econômicos comparados é o subcampo da economia que lida com o estudo comparado dos diferentes sistemas da organização econômica, tais como o capitalismo, socialismo, feudalismo e economia mista. A economia comparativa portanto consiste principalmente da análise de sistemas econômicos comparados antes de 1989 mas mudou substancialmente seus esforços para a comparação dos efeitos econômicos da experiência de transição do socialismo para o capitalismo.

## Durante a Guerra Fria
O estudo comparativo dos sistemas econômicos teve uma importância prática e política significante durante a Guerra Fria, quando os méritos relativos dos sistemas capitalista e comunista de organização econômica e política foram um tópico central da preocupação política. Uma das mais importantes contribuições iniciais foi o debate sobre o cálculo, que tratava sobre a afirmação de Ludwig von Mises de que um sistema de planejamento central nunca funcionaira porque a informação gerada por um sistema de preços nunca estaria disponível aos planejadores. Uma resposta foi a implementação de sistemas de socialismo de mercado.

## Após 1989
Com a queda do comunismo, a disciplina praticamente desapareceu das grades curriculares dos cursos de economia a nível de graduação, e a atenção se deslocou para problemas de economias de transição. Com um punhado de exceções, todos os sistemas atualmente existentes são capitalistas na orientação, embora o papel econômico substancial do estado apoie a visão alternativa de que a economia mista emergiu como a forma dominante das organizações econômicas.
Mesmo na ausência de diferenças substanciais entre os países, o estudo comparativo dos sistemas econômicos da alocação de recursos é de considerável valor para a ilustração das implicações de métodos alternativos de alocação de recursos, incluindo, mercados, famílias, alocação centralizada e costumes.